# Vincenc Hrubý
Vincenc Hrubý (9. září 1856, Křivsoudov – 16. července 1917, Terst, dnes Itálie) byl český šachový mistr.
Vincenc Hrubý se narodil v Křivsoudově. Celý život pracoval jako učitel na střední škole v Terstu, kde také zemřel. Jeho největším šachovým úspěchem byl jedenácté místo na turnaji ve Vídni roku 1882, kde vyhrál Wilhelm Steinitz. Na turnaji v Norimberku roku 1883 skončil rovněž jedenáctý (zúčastnilo se devatenáct hráčů a zvítězil Simon Winawer).
V zápasech porazil roku 1882 Bertholda Englische 3:1 (=1), roku 1891 Adolfa Albina 5:3 (=3)  a roku 1893 dokonce Karla Schlechtera 2:1 (=0).